# Stop the Bitch Campaign
Stop the Bitch Campaign (援助交際撲滅運動?, Enjo-kōsai bokumetsu undō) è un film del 2001, diretto da Kōsuke Suzuki, tratto dal manga Another one bites the dust di Tetsuya Koshiba e Hideo Yamamoto.
È il primo lungometraggio di una trilogia proseguita con Stop the Bitch Campaign: Hell Version e Enjo-kōsai bokumetsu undō, entrambi diretti da Kōsuke Suzuki nel 2004 e nel 2009.

## Trama
Una ragazza attira uomini anziani e li porta in un sudicio appartamento con la promessa di fare sesso. Lì interviene il suo ragazzo, che inizia a pestare a sangue e a umiliare gli uomini, quindi pianta un chiodo nelle loro mani e li rapina.
Kuni è un folle yakuza, proprietario di phone club. Insieme al suo assistente, intercetta le telefonate tra le liceali che si prostituiscono e i loro clienti. Per fermare la prostituzione giovanile, Kuni incontra le ragazze e inizia a stuprarle e a torturarle, quindi si allontana senza pagarle.
Dopo che una ragazza è stata ricoverata in ospedale in seguito alle torture di Kuni, le sue amiche decidono di vendicarsi e la ragazza dell'incipit tende una trappola all'assistente di Kuni. Credendo sia lui il responsabile, le ragazze lo pestano a sangue e lo umiliano, quindi fanno vedere la fotografia del pestaggio alla loro amica, che non riconosce il suo assalitore. Le ragazze allora si mettono alla ricerca del vero colpevole, fino a quando trovano Kuni. Attirato da una ragazza, Kuni viene minacciato con un coltello dal ragazzo di questa. Kuni tira fuori una pistola e immobilizza i due, quindi inizia a stuprare la ragazza, che approfitta dello stupro per raccogliere la pistola e uccidere l'uomo, poi si allontana con il suo ragazzo.
Una volta usciti dall'appartamento, i due vengono investiti da una macchina guidata da una loro vittima.